# Toxomerus sylvaticus
Toxomerus sylvaticus är en tvåvingeart som först beskrevs av Hull 1943.  Toxomerus sylvaticus ingår i släktet Toxomerus och familjen blomflugor.
Artens utbredningsområde är Ecuador. Inga underarter finns listade i Catalogue of Life.